# Irena Žerjal
Irena Žerjal, slovenska pisateljica, pesnica in prevajalka, * 20. april 1940, Ricmanje, Kraljevina Italija, † 29. avgust 2018.

## Življenjepis
Leta 1958 je diplomirala iz slovenščine in ruščine na ljubljanski filozofski fakulteti. Poučevala je na Ravnah na Koroškem (1964 do 1966), nekaj let je s tedanjim možem Jožetom Pučnikom živela v Hamburgu, po ločitvi pa od leta 1972 poučevala na različnih tržaških slovenskih in italijanskih srednjih šolah.

## Literarno delo
Pisala je pod psevdonimom Maja Tul. Iz preprostih stihov njene alegorično-refleksivno lirike veje misel o osamelem, razkrajajočem se, o vsem dvomečem, ponižanem človeku sodobnosti, ki ga ogroža stehnizirana civilizacija. Njeno spoznanje govori o človekovi nemoči, odtujenosti, o zlu nesmiselnega uradnjakarstva, ki omejuje svobodo in razmah človekovih ustvarjalnih sil. V svoj pesniški svet je vključevala tudi ožjo domovino z narodno, socialno in drugo problematiko. Pisala je tudi prozo; v povestih, romanih, črticah je širila narodno in bivanjsko tematiko svojih pesmi. Poleg pripovedništva je v časopish in revijah objavljala še eseje in kritike, prevajala, režirala in sodelovala pri slovenskih oddajah Radia Trst A.
Pesniške zbirke:
- Goreče oljke (1969)
- Topli gozdovi (1972)
- Klišarna utopičnih idej (1974)
- Pobegla zvezda (1977)
- Gladež (1982)
- Alabaster (1984)
- Let morske lastovice (1987)
- Sumljive in abstraktne pesmi (2013)

Pripovedništvo
- Tragedijica na Grobljah (1973)
- Morje, ribe, asfalt (soavtorica, 1976)
- Burja in kamni (soavtorica, 1987)
- Magnetofonski trak (1994)